# Ramón Santana
Ramón Santana é um município da República Dominicana pertencente à província de San Pedro de Macorís.
Sua população estimada em 2012 era de  habitantes.
Seu nome original era Guasa (também escrito Guaza), mas, em 1899, foi mudado para Ramón Santana, homenageando o irmão gêmeo de Pedro Santana.

## Geografia
O município está no lado direito do rio Soco. O rio Guasa, um afluente do Soco, fica perto do município.

## História
Em 1888, foi feita um Puesto Cantonal (um "posto militar"), semelhante à atual distrito municipal, da província de El Seibo.
Em 1938, Ramón Santana foi transferido para a província de San Pedro de Macorís como um município.